# Gerstungen
Gerstungen é um município da Alemanha, situado no distrito de Wartburg, no estado da Turíngia. Tem 149,98 km² de área, e sua população em 2019 foi estimada em 9.100 habitantes.